# Flechas y Pelayos
Flechas y Pelayos fue una revista infantil vinculada a la Falange Española Tradicionalista y de las JONS. Se publicó semanalmente desde 1938 hasta 1949, con 536 números ordinarios y 11 almanaques. La revista fue editada por la Delegación Nacional del Frente de Juventudes, y estuvo dirigida por fray Justo Pérez de Urbel. Contaba con un suplemento llamado Maravillas, y fue la publicación infantil-juvenil más característica del franquismo durante los años cuarenta.

## Trayectoria
Flechas y Pelayos surgió como consecuencia del Decreto de Unificación de 1937, por el que se fusionaron Falange Española y la Comunión Tradicionalista Carlista, y por lo tanto también sus revistas Flecha (1937–1938) y Pelayos (1936–1938).
Su primer número apareció el 11 de diciembre de 1938, con un precio de 25 céntimos.
En su interior, encontramos tanto historietas como textos dirigidos a los niños, si bien en muchos de estos textos hay oculta propaganda franquista. Sin embargo, también podemos encontrar colaboraciones de gran calidad como la serie Sherlock López y Watso de Leche, de Gabi, que de hecho posteriormente fue publicada en la revista Trinca o incluso alguna revista de la Editorial Bruguera. Entre los textos, hay que destacar las colaboraciones del propio fray Justo (Doctrina y estilo) y Gloria Fuertes. Entre sus series destacan:
| Años | Números | Título                                        | Guionista                       | Dibujante            | Procedencia                   |
| ---- | ------- | --------------------------------------------- | ------------------------------- | -------------------- | ----------------------------- |
| 193  |         | Timorato                                      | Ardel                           | Ardel                | Nueva                         |
| 193  |         | Teodorito y su chacha                         | Ardel                           | Ardel                | Nueva                         |
|      |         | Aventuras de Polito y su amigo Paco el Minero | Alcaide                         | Alcaide              | Pelayos                       |
|      |         | Los cuentos de Mari Pepa                      | Emilia Cotarelo                 | María Claret         |                               |
| 1938 |         | Cubillo y Pirracas                            | Álvaro de Laiglesia             | Avelino de Aróztegui | Flecha                        |
| 1938 |         | Héroes de la patria                           | Fray Justo Pérez de Urbel       | Avelino de Aróztegui | Nueva                         |
| 1938 |         | Historia gráfica de España                    | Fray Justo Pérez de Urbel       | Avelino de Aróztegui | Nueva                         |
| 1939 |         | Desventuras del gángster Pat O'Sho            | Ardel                           | Ardel                | Nueva                         |
| 1939 |         | El defensor                                   | Pilarín Valle                   | Avelino de Aróztegui | Nueva                         |
| 1939 |         | Tanak de Tebas                                | Kali                            | Avelino de Aróztegui | Nueva                         |
| 1940 |         | Senén, mentiroso cien por cien                | Ardel                           | Ardel                | Nueva                         |
|      |         | Popeye                                        | Segar                           | Segar                | Tira de prensa estadounidense |
| 1942 |         | Paliducho hace poco y miente mucho            | Gloria Fuertes                  | -                    | Nueva                         |
| 1943 |         | Sherlock López y Watso de Leche               | Gabi                            | Gabi                 |                               |
| 1943 |         | La aurora del dictador                        | Kali                            | Avelino de Aróztegui | Nueva                         |
| 1943 |         | La banda de la bandera negra                  | Fernández-Vegue                 | Avelino de Aróztegui | Nueva                         |
| 1944 |         | Tarigamar, la ciudad misteriosa               | Sarengo                         | Avelino de Aróztegui | Nueva                         |
| 1945 |         | La herencia del Valle de los Desaparecidos    | Manuel Rodríguez Cantero        | Avelino de Aróztegui | Nueva                         |
|      |         | Tobi                                          | Pilar Valle                     | Teodoro Delgago      |                               |
|      |         | Wong-Lo                                       | Brandon Walsh, Nicholas Afonsky |                      | Tira de prensa estadounidense |
| 1950 |         | Fantasma negro                                | Armando                         | Armando              | Nueva                         |

Otros autores que colaboraron en la revista fueron Ángel Pardo, Vicente Roso, Soravilla y Zataraín.

## Valoración
Para el historiador Antonio Martín Martínez, Flechas y Pelayos se volvió anacrónico en los años cuarenta.